# Liste der Einträge im National Register of Historic Places im Galveston County
Die Liste der Registered Historic Places im Galveston County führt alle Bauwerke und historischen Stätten im texanischen Galveston County auf, die in das National Register of Historic Places aufgenommen wurden.

## Aktuelle Einträge
| Lfd. Nr. | Name im NRHP                                          | Bild | Datum der Eintragung | Adresse/Lage | Ort          | NRHP-ID  | Beschreibung                                                              |
| -------- | ----------------------------------------------------- | ---- | -------------------- | --- | ------------ | -------- | ------------------------------------------------------------------------- |
| 1        | Ashbel Smith Building                                 |      | 28. Okt. 1969        | 914--916 Ave. B | Galveston    | 69000203 |                                                                           |
| 2        | Ashton Villa                                          |      | 28. Okt. 1969        | 2328 Broadway | Galveston    | 69000204 |                                                                           |
| 3        | Balinese Room                                         |      | 8. Jan. 2009         | 2107 Seawall Blvd.                                                                                                   | Galveston    | 97000258 | Wurde durch einen Hurrikan 2008 zerstört und 2009 aus der Liste genommen  |
| 4        | Bishop’s Palace                                       |      | 25. Aug. 1970        | 1402 Ave. J (Broadway)                                                                                               | Galveston    | 70000746 |                                                                           |
| 5        | Building at 1921-1921 1/2 Avenue D                    |      | 14. Aug. 1984        | 1921–1921 1/2 Ave. D                                                                                                 | Galveston    | 84001671 |                                                                           |
| 6        | Building at 1925-1927 Market Street                   |      | 14. Aug. 1984        | 1925–1927 Market St.                                                                                                 | Galveston    | 84001668 |                                                                           |
| 7        | Cedar Lawn Historic District                          |      | 20. Dez. 2002        | Bounded by 45th. St., 48th St., Ave. L, and Ave. N,                                                                  | Galveston    | 02001570 |                                                                           |
| 8        | City National Bank                                    |      | 14. Aug. 1984        | 2219 Ave. D | Galveston    | 84001680 |                                                                           |
| 9        | Col. Hugh B. and Helen Moore House                    |      | 28. Okt. 1994        | 8 Ninth Ave., N. | Texas City   | 94001241 |                                                                           |
| 10       | Daniel Webster Kempner House                          |      | 30. März 1979        | 2504 Ave. O | Galveston    | 79002945 |                                                                           |
| 11       | Denver Court Historic District                        |      | 14. Jan. 2002        | Roughly bounded by Aves. S1/2 and U1/2, 43rd and 52nd Sts.                                                           | Galveston    | 01001471 |                                                                           |
| 12       | E.S. Levy Building                                    |      | 13. Nov. 2003        | 2221-2225 Market St.                                                                                                 | Galveston    | 03001163 |                                                                           |
| 13       | East End Historic District                            |      | 30. Mai 1975         | Irregular pattern including both sides of Broadway and Market Sts.                                                   | Galveston    | 75001979 |                                                                           |
| 14       | Eiband’s                                              |      | 14. Aug. 1984        | 2001 Central Plaza                                                                                                   | Galveston    | 84001683 |                                                                           |
| 15       | ELISSA                                                |      | 21. März 1978        | Seawolf Park | Galveston    | 78002930 |                                                                           |
| 16       | First Evangelical Lutheran Church                     |      | 14. Aug. 1984        | 2401 Ave. G | Galveston    | 84001688 |                                                                           |
| 17       | First Presbyterian Church                             |      | 29. Jan. 1979        | 1903 Church St. | Galveston    | 79002942 |                                                                           |
| 18       | Fort Travis                                           |      | 30. März 2005        | TX 87 at Loop 108 | Port Bolivar | 05000247 |                                                                           |
| 19       | Frank B. Davison House                                |      | 29. Juni 1976        | 109 3rd Ave. | Texas City   | 76002033 |                                                                           |
| 20       | Galveston Causeway                                    |      | 12. Dez. 1976        | Spans Galveston Bay from Virginia Point to Galveston Island                                                          | Galveston    | 76002028 |                                                                           |
| 21       | Galveston Orphans Home                                |      | 21. März 1979        | 1315 21st St. | Galveston    | 79002943 |                                                                           |
| 22       | Galveston Seawall                                     |      | 18. Aug. 1977        | Seawall Blvd. | Galveston    | 77001443 |                                                                           |
| 23       | Galveston US Post Office, Custom House and Courthouse |      | 25. Apr. 2001        | 25th St. and F Ave.                                                                                                  | Galveston    | 01000438 |                                                                           |
| 24       | Galvez Hotel                                          |      | 4. Apr. 1979         | 2024 Seawall Blvd.                                                                                                   | Galveston    | 79002944 |                                                                           |
| 25       | Garten Verein Pavilion                                |      | 20. Juli 1977        | 27th St. and Avenue O (Kempner Park)                                                                                 | Galveston    | 77001444 |                                                                           |
| 26       | George Sealy House                                    |      | 28. Okt. 1969        | 2424 Broadway | Galveston    | 69000205 |                                                                           |
| 27       | Grace Episcopal Church                                |      | 3. Apr. 1975         | 1115 36th St. | Galveston    | 75001980 |                                                                           |
| 28       | Grand Opera House                                     |      | 2. Jan. 1974         | 2012--2020 Ave. E | Galveston    | 74002071 |                                                                           |
| 29       | Henry Beissner House                                  |      | 3. Apr. 1978         | 2818 Ball Ave. | Galveston    | 78002929 |                                                                           |
| 30       | House at 2017-2023 Avenue I                           |      | 14. Aug. 1984        | 2017–2023 Ave. I | Galveston    | 84001698 |                                                                           |
| 31       | House at 2528 Postoffice St.                          |      | 14. Aug. 1984        | 2528 Postoffice St.                                                                                                  | Galveston    | 84001700 |                                                                           |
| 32       | I.O.O.F. Lodge                                        |      | 14. Aug. 1984        | 505 20th St. | Galveston    | 84001703 |                                                                           |
| 33       | Illies Building-Justine Apartments                    |      | 22. Aug. 1995        | 503 21st St. | Galveston    | 95001028 |                                                                           |
| 34       | Jean Lafitte Hotel                                    |      | 14. Aug. 1984        | 2105 Ave. F | Galveston    | 84001705 |                                                                           |
| 35       | John Hagemann House                                   |      | 1. Juni 1982         | 3301 Ave. L | Galveston    | 82004505 |                                                                           |
| 36       | Lasker Home for Homeless Children                     |      | 14. Apr. 1983        | 1019 16th St. | Galveston    | 83003140 |                                                                           |
| 37       | Marschner Building                                    |      | 14. Aug. 1984        | 1914–1916 Mechanic St.                                                                                               | Galveston    | 84001706 |                                                                           |
| 38       | McKinney-McDonald House                               |      | 4. Mai 1976          | 926 Winnie St. | Galveston    | 76002030 |                                                                           |
| 39       | Melrose Apartment Building                            |      | 14. Okt. 1998        | 2002 Post Office St.                                                                                                 | Galveston    | 98001246 |                                                                           |
| 40       | Merimax Building                                      |      | 24. Jan. 1985        | 521 22nd St. | Galveston    | 85000121 |                                                                           |
| 41       | Michel B. Menard House                                |      | 12. Dez. 1976        | 1605 33rd St. | Galveston    | 76002031 |                                                                           |
| 42       | Model Laundry                                         |      | 14. Aug. 1984        | 513-523 25th St. | Galveston    | 84001707 |                                                                           |
| 43       | Moser House                                           |      | 8. Jan. 2009         | 509 19th St. | Galveston    | 84001711 | wurde 2009 aus der Liste genommen                                         |
| 44       | Mosquito Fleet Berth, Pier 19                         |      | 21. Apr. 1975        | N end of 20th St., Pier 19                                                                                           | Galveston    | 75001981 |                                                                           |
| 45       | Old Galveston Customhouse                             |      | 25. Aug. 1970        | SE corner 20th and Post Office (Ave. E) Sts.                                                                         | Galveston    | 70000747 |                                                                           |
| 46       | Pix Building                                          |      | 14. Aug. 1984        | 2128 Postoffice St.                                                                                                  | Galveston    | 84001713 |                                                                           |
| 47       | Point Bolivar Lighthouse                              |      | 18. Aug. 1977        | TX 87 | Port Bolivar | 77001445 |                                                                           |
| 48       | Powhatan House                                        |      | 6. Okt. 1975         | 3427 Ave. O | Galveston    | 75001982 |                                                                           |
| 49       | Reedy Chapel-AME Church                               |      | 14. Sep. 1984        | 2013 Broadway | Galveston    | 84001717 |                                                                           |
| 50       | Robinson Building                                     |      | 14. Aug. 1984        | 2009–2011 Postoffice St.                                                                                             | Galveston    | 84001720 |                                                                           |
| 51       | Rosenberg Library                                     |      | 14. Aug. 1984        | 2310 Sealy St. | Galveston    | 84001722 |                                                                           |
| 52       | Samuel May Williams House                             |      | 14. Juli 1971        | 361 Ave. P | Galveston    | 71000934 |                                                                           |
| 53       | Scottish Rite Cathedral                               |      | 14. Aug. 1984        | 2128 Church St. | Galveston    | 84001724 |                                                                           |
| 54       | Sealy Hutchings House                                 |      | 29. Juli 1994        | 2805 Ave. O | Galveston    | 94000796 |                                                                           |
| 55       | Shaw, M. W., Building                                 |      | 14. Aug. 1984        | 2427 Ave. D | Galveston    | 84001728 |                                                                           |
| 56       | Silk Stocking Residential Historic District           |      | 10. Mai 1996         | Roughly bounded by Ave. K, 23rd St., Ave. P, and 26th St.                                                            | Galveston    | 96000539 |                                                                           |
| 57       | SS SELMA (steamship)                                  |      | 5. Jan. 1994         | Address Restricted                                                                                                   | Galveston    | 93001449 |                                                                           |
| 58       | St. Joseph’s Church                                   |      | 12. Dez. 1976        | 2202 Ave. K | Galveston    | 76002032 |                                                                           |
| 59       | St. Mary’s Cathedral                                  |      | 4. Juni 1973         | 2011 Church Ave. | Galveston    | 73001964 |                                                                           |
| 60       | Star Drug Store                                       |      | 14. Aug. 1984        | 510 23rd St. | Galveston    | 84001731 |                                                                           |
| 61       | Steffens-Drewa House Complex                          |      | 1. Dez. 1988         | 2701, 2705, and 2709 Ave. O                                                                                          | Galveston    | 88002671 |                                                                           |
| 62       | Sweeney-Royston House                                 |      | 1. Sep. 1978         | 2402 Ave. L | Galveston    | 78002931 |                                                                           |
| 63       | Texas Building                                        |      | 14. Aug. 1984        | 2200 Central Plaza                                                                                                   | Galveston    | 84001734 |                                                                           |
| 64       | Texas Heroes Monument                                 |      | 14. Aug. 1984        | 25th and Broadway | Galveston    | 84001737 |                                                                           |
| 65       | The Breakers                                          |      | 8. Jan. 2009         | TX 87 W. of Gilchrist                                                                                                | Caplen       | 98001225 | Wurde durch einen Hurricane 2008 zerstört und 2009 aus der Liste genommen |
| 67       | The Settlement Historic District                      |      | 17. Mai 2010         | Centered on the intersection of N Bell Dr and the 100 block of S Bell Dr with cross-streets Carver Ave and Eunice St | Texas City   | 10000268 |                                                                           |
| 68       | The Strand Historic District                          |      | 26. Jan. 1970        | Roughly bounded by Ave. A, 20th St., alley between Aves. C and D, and railroad depot                                 | Galveston    | 70000748 |                                                                           |
| 69       | Trinity Protestant Episcopal Church                   |      | 4. Sep. 1979         | 22nd St. and Ave. G                                                                                                  | Galveston    | 79002946 |                                                                           |
| 70       | Trueheart-Adriance Building                           |      | 14. Juli 1971        | 212 22nd St. | Galveston    | 71000933 |                                                                           |
| 71       | U.S. National Bank                                    |      | 14. Aug. 1984        | 2201 Ave. D | Galveston    | 84001739 |                                                                           |
| 72       | Ursuline Convent                                      |      | 17. Sep. 1973        | 2600 Ave. N | Galveston    | 72001546 |                                                                           |
| 73       | USS CAVALLA (submarine)                               |      | 27. Mai 2008         | E.end of Seawolf Park                                                                                                | Galveston    | 08000477 |                                                                           |
| 74       | USS HATTERAS (41GV68)                                 |      | 28. Jan. 1977        | Address Restricted                                                                                                   | Galveston    | 77001567 |                                                                           |
| 75       | USS STEWART                                           |      | 12. Juli 2007        | East End of Seawolf Park                                                                                             | Galveston    | 07000689 |                                                                           |
| 76       | Willis-Moody Mansion                                  |      | 13. Mai 1994         | 2618 Broadway | Galveston    | 94000410 |                                                                           |